# Hélder Guedes
Hélder Tiago Pinto Moura Guedes (Penafiel, 7 maggio 1987) è un ex calciatore portoghese, di ruolo attaccante.

## Caratteristiche tecniche
È un centravanti.

## Carriera

### Club
Cresciuto nelle giovanili del Penafiel, ha esordito il 17 dicembre 2005 in un match perso 3-1 contro il Porto.

## Statistiche

### Presenze e reti nei club
Statistiche aggiornate al 7 luglio 2017.
| Stagione        | Squadra         | Campionato      | Campionato | Campionato | Coppe nazionali | Coppe nazionali | Coppe nazionali | Coppe continentali | Coppe continentali | Coppe continentali | Altre coppe | Altre coppe | Altre coppe | Totale | Totale | Totale |
| Stagione        | Squadra         | Comp            | Pres       | Reti       | Comp            | Pres            | Reti            | Comp               | Pres               | Reti               | Comp        | Pres        | Reti        | Pres   | Reti   |        |
| --------------- | --------------- | --------------- | ---------- | ---------- | --------------- | --------------- | --------------- | ------------------ | ------------------ | ------------------ | ----------- | ----------- | ----------- | ------ | ------ | ------ |
| 2005-2006       | Penafiel        | PL              | 3          | 0          | TP              | 0               | 0               |                    | -                  | -                  |             | -           | -           | 3      | 0      |        |
| 2006-2007       | Penafiel        | SL              | 17         | 1          | TP              | 3               | 1               |                    | -                  | -                  |             | -           | -           | 20     | 2      |        |
| 2007-2008       | Penafiel        | SL              | 26         | 6          | TP+TL           | 3+7             | 1+4             |                    | -                  | -                  |             | -           | -           | 36     | 11     |        |
| 2008-2009       | Paços Ferreira  | PL              | 1          | 0          | TP+TL           | 1+2             | 0+1             |                    | -                  | -                  |             | -           | -           | 4      | 1      |        |
| 2009-2010       | Penafiel        | SL              | 22         | 2          | TP+TL           | 2+2             | 1+0             |                    | -                  | -                  |             | -           | -           | 26     | 3      |        |
| 2010-2011       | Penafiel        | SL              | 10         | 1          | TP+TL           | 0+3             | 0               |                    | -                  | -                  |             | -           | -           | 13     | 1      |        |
| 2011-2012       | Penafiel        | SL              | 25         | 0          | TP+TL           | 2+2             | 2+0             |                    | -                  | -                  |             | -           | -           | 29     | 2      |        |
| 2012-2013       | Penafiel        | SL              | 18         | 1          | TP+TL           | 0               | 0               |                    | -                  | -                  |             | -           | -           | 18     | 1      |        |
| 2013-2014       | Penafiel        | SL              | 38         | 8          | TP+TL           | 3+7             | 0               |                    | -                  | -                  |             | -           | -           | 48     | 8      |        |
| 2014-2015       | Penafiel        | PL              | 31         | 8          | TP+TL           | 3+1             | 2+0             |                    | -                  | -                  |             | -           | -           | 35     | 10     |        |
| Totale Penafiel | Totale Penafiel | Totale Penafiel | 190        | 27         |                 | 38              | 11              |                    | -                  | -                  |             | -           | -           | 228    | 38     |        |
| 2015-2016       | Rio Ave         | PL              | 26         | 6          | TP+TL           | 3+4             | 1+2             |                    | -                  | -                  |             | -           | -           | 33     | 9      |        |
| 2016-2017       | Rio Ave         | PL              | 31         | 8          | TP+TL           | 0+3             | 0               | UEL                | 1                  | 0                  |             | -           | -           | 35     | 8      |        |
| Totale carriera | Totale carriera | Totale carriera | 248        | 41         |                 | 51              | 15              |                    | 1                  | 0                  |             | -           | -           | 300    | 56     |        |